# Júnior Morais
Pour les articles homonymes, voir Júnior et Morais.
Ne pas confondre avec le footballeur brésilo-ukrainien Júnior Moraes.
Iraneuton Sousa Morais Júnior, dit Júnior Morais ou Júnior Maranhão, né le 22 juillet 1986 à São Luís au Brésil, est un footballeur brésilo-roumain. Il évolue au poste d'arrière gauche au Rapid Bucarest.
Né brésilien, il obtient la nationalité roumaine en septembre 2017.

## Biographie
Formé au São Cristóvão pendant huit ans, de 1998 à 2006, Júnior Morais commence sa carrière en 2006. Trois ans plus tard, il rejoint le club portugais du SC Freamunde où il passe deux saisons satisfaisantes. Morais se fait remarquer en Roumanie.
Il signe ainsi à l'Astra Giurgiu en janvier 2011. Morais dispute son premier match le 28 février 2011 durant une victoire 1-0 face au Gloria Bistrita. Le Brésilien s'acclimate très tôt au championnat roumain et obtient une place de titulaire durable. Il y passe des saisons pleines et obtient ses premiers trophées dont un titre en Liga I en 2016. Morais reste six ans à l'Astra où il dispute 256 matchs pour huit buts.
Morais rejoint le Steaua Bucarest en 2017. Il effectue deux saisons au club mais ne remporte pas de titres.
Il s'engage en faveur du club turc du Gaziantep FK à l'été 2019.
Le 3 juillet 2021, Morais signe au Rapid Bucarest un contrat d'une saison, avec l'option de prolonger d'une autre, marquant son retour en Roumanie.

## Palmarès
En club
 Astra Giurgiu
- Liga I
  - 2016

- Coupe de Roumanie
  - 2014

- Supercoupe de Roumanie
  - 2014, 2016